# Heelblaadjes
Heelblaadjes (Pulicaria dysenterica) is een plant die tot de composietenfamilie (Asteraceae) behoort. De plant werd vroeger gebruikt werd ter bestrijding van dysenterie, vandaar de soortaanduiding dysenterica. De plant komt van nature voor in Eurazië.
De plant wordt 60-90 cm hoog en verspreidt zich vegetatief door wortelstokken.
Heelblaadjes bloeien van juli tot september met dooiergele buisbloemen. De helmknoppen hebben aan de voet twee smalle aanhangsels. De bloemhoofdjes zijn 1,5-3 cm breed. De omwindselblaadjes zijn lijnvormig en de buitenste zijn meer dan half zo lang als de binnenste. De pappus is dubbel, waarbij de buitenste rij een kort getand of ingesneden kroonje vormt en de binnenste rij uit haren bestaat. De bovenste bladeren omvatten de stengel met twee oortjes. De middelste en bovenste stengelbladeren zijn lancetvormig.
De vrucht is een nootje.
De plant komt voor op natte, matig voedselrijke tot brakke grond in duinvalleien en grasland langs sloten en beken.

## Insecten
Diverse solitaire bijen verzamelen stuifmeel en/of nectar van heelblaadjes.